# アウトバーン 67
アウトバーン 67（ドイツ語: Bundesautobahn 67, BAB 67 または A 67）はドイツの高速道路、アウトバーンの一路線である。
ヘッセン州南部を縦断し、北のラウンハイムから南のフィールンハイムまで58 kmの路線を持つ主要道路である。アウトバーン 3（起点のメンヒホーフJCT）とアウトバーン 6（終点のフィールンハイムJCT）を結ぶ。